# آلمون دبلیو. بابیت

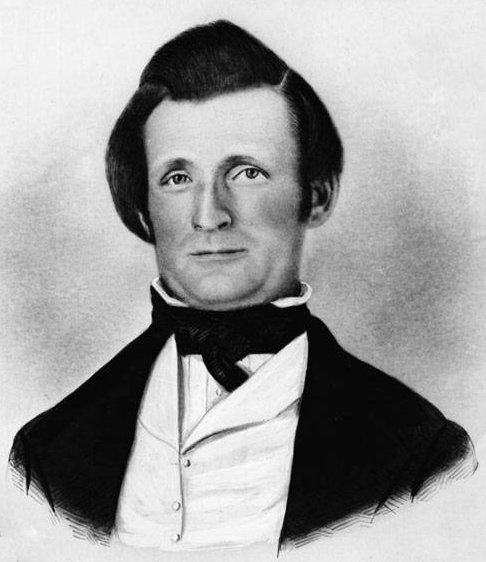
آلمون دبلیو. بابیت

آلمون وایتینگ بابیت (Almon Whiting Babbitt)‏‏ (۹ اکتبر ۱۸۱۲‏ - حدود ۷ سپتامبر ۱۸۵۶)، از رهبران اولیه جنبش قدیسان آخرالزمان، از پیشگامان مورمون و اولین منشی و خزانه‌دار قلمروی یوتا بود. او در یورش «بومیان آمریکایی شاین» در قلمروی نبراسکا در حالی که برای تجارت دولتی بین یوتا و واشینگتن دی سی در سفر بود، کشته شد.

## اوان زندگی و خدمات کلیسا
بابیت در خانواده ایرا و نانسی بابیت در چشایر، ماساچوست به دنیا آمد. او از دانشگاه ایالتی اوهایو در سینسیناتی فارغ‌التحصیل شد و مجوز وکالت در شش ایالت را دریافت کرد. وی در ۲۳ نوامبر ۱۸۳۳ با جولیا آن جانسون ازدواج کرد. گفته می‌شود که بابیت در سال ۱۸۳۳ به کلیسای قدیسان آخرالزمان ملحق شده‌است. در سال ۱۸۳۴، او یکی از اعضای کمپ صهیون بود. او در ۲۸ فوریه ۱۸۳۵ به عنوان یکی از اولین دهه هفتادی‌ها توسط جوزف اسمیت جونیور در کلیسا منصوب شد. بابیت بعداً کشیش اعظم کلیسا شد.
بابیت در سال‌های ۱۸۳۷ و ۱۸۳۸ مُبَلغ کلیسا در کانادای علیا بود. او در سال ۱۸۳۸ تلاش کرد به میسوری نقل مکان کند، اما در زمره قدیسان آخرالزمانی بود که توسط ساکنین نامهربان رانده شدند. بابیت در نهایت در نائوو، ایلینوی مستقر شدند. در یک کنفرانس کلیسا در ماه مه ۱۸۳۹، بابیت، رابرت بی تامپسون و اراستوس اسنو به عنوان یک کمیته منصوب شدند تا سفر کنند، «تمام گزارش‌ها و نشریات افترا آمیز منتشر شده علیه کلیسا را جمع کنند».
بابیت در سال ۱۸۴۱ به عنوان رئیس کلیسا کیرتلند استیک منصوب شد. در آنجا گفته می‌شد بابیت کشیشی از مقدسین آخرالزمان است که منابع مالی لازم برای نقل مکان به نائوو را نداشته‌است. در سال ۱۸۴۳، دوره تصدی بابیت در کیرتلند به پایان رسید و او به‌طور فعال وکالت را در نائوو شروع کرد. او اغلب گماشته می‌شد تا در حل اختلافات حقوقی، از مقدسین آخرالزمان دفاع کند. وقتی بابیت در نائوو بود، جوزف اسمیت جونیور او را برای عضویت در دو گروه انتخاب شد: گروه امنای صلح لازم در جلسات محکمه مسح شده و گروه شورای پنجاه نفر.
در سال ۱۸۴۴، بابیت به عنوان عضو مجلس نمایندگان ایلینویز انتخاب شد. در فوریه ۱۸۴۶، بابیت، جوزف ال. هیوود و جان اس. فولمر مسئولیت امور کلیسای نائوو را پس از خروج از کلیسا به‌طور مشترک به عهده گرفتند. پس از نبرد نائوو در سپتامبر ۱۸۴۶، بابیت و دو مرد دیگر قراردادی را امضاء کردند که طی آن منشور شهر نائوو را «واگذار» می‌کرد.

## رهبر سیاسی یوتا
بابیت در سال ۱۸۴۸ به یوتا مهاجرت کرد تا به گردهمایی کلیسای عیسی مسیح مقدسین آخرالزمان (کلیسای اِل دی اِس (به رهبری بریگام یانگ بپیوندد. در یوتا، بابیت که یک دموکرات بود، وارد سیاست شد. در سال ۱۸۴۹، او توسط مجمع عمومی موقت ایالت دِزِرِت انتخاب شد تا به واشینگتن دی سی برود و به نمایندگی از مجمع، درخواست ایالت شدن بکند. در عوض، دولت فدرال، قلمروی یوتا را ایجاد کرد و در سال ۱۸۵۳ بابیت به عنوان منشی و خزانه‌دار قلمروی منصوب شد. در این زمان، بابیت به‌طور مکرر با بریگام یانگ، فرمانده منطقه و ساکن کلیسای LDS درگیری داشت. این درگیری‌ها تا حدی به‌خاطر تمایلات بابیت بود؛ زیرا او خود را نماینده دولت فدرال ایالات متحده می‌دانست نه راهگشای سیاست‌های کلیسای طرفدار اِل دی اِس یانگ.
بابیت در سال ۱۸۵۱ گروهی از پیشگامان مورمون را به یوتا رهبری کرد.

## درگیری با رهبران قدیس آخرالزمان
بابیت علاوه بر درگیری‌هایش با بریگام یانگ، از همان روزهای اولیه حضورش در کلیسا، با تعدادی از رهبران قدیس آخرالزمان نیز جنگ داشت. در ۲۷ دسامبر ۱۸۳۳، بابیت و همسرش در پی یک شکایت نامشخص به شورای انتظامی احضار شدند. با این حال، به دلیل عدم حضور مدعیان در شورا، اتهامات رد شد. در ۱۹ اوت ۱۸۳۵، بابیت در پی اتهاماتی نظیر «عدم وفاداری به کلام عقلانیت»، به شورای عالی کلیسا احضار شد. بابیت به جرم خود، یعنی عدم احترام به کلام حکمت، اعتراف کرد و اظهار داشت: «که از مثال رئیس‌جمهور جوزف اسمیت، جون و دیگران این اختیار را به دست آورده بود که بر خلاف کلام حکمت عمل کند، اما تصدیق نمود که اشتباه کرده‌است». شورا او را «سرزنش» کرد و «به او دستور داد که کلام حکمت و احکام خداوند را در همه حال رعایت کند».
جوزف اسمیت جونیور در ۲۸ دسامبر ۱۸۳۵ شکایتی را به شورای عالی کلیسا ارائه کرد و اعلام نمود که بابیت، خطاب به تعدادی از مقدسین آخرالزمان، از او «به بدی» یاد کرده‌است. بابیت ادعا کرد که به دلیل برتری یافتن در یک مناظره، اسمیت از او کینه دارد. شورا تشخیص داد که بابیت علیه اسمیت اظهارات کذب بیان کرده و بابیت نیز اعتراف نمود که «اشتباه» کرده‌است. این درحالی بود که بابیت از اعتراف به دروغ خودداری کرد و موضوع مختومه شد.
بابیت بعدتر چهار بار به صورت جداگانه از کلیسا اخراج شد- در سال‌های ۱۸۳۹، ۱۸۴۱، ۱۸۴۳ و ۱۸۵۱- اما هر بار مدت کوتاهی پس از آن دوباره به عضویت درمی‌آمد. در سال ۱۸۴۱ بابیت به‌خاطر نکوهش جوزف اسمیت و بیان این اظهارات مورد توجه قرار گرفت: «او مشتاق است تا حرف خود را به کرسی بنشاند… و گوساله‌ای طلایی برای طرفداران من بسازد تا آن را عبادت کنند». بابیت قدیسان آخرالزمان را تشویق می‌کرد تا در مقر کلیسای قدیمی کیرتلند مستقر شوند و همان‌جا بمانند؛ چراکه وی در آنجا سهامدار اصلی بود. از آن سو، اسمیت قدیس‌ها را به نقل مکان به نائوو که به عنوان محل تجمع جدید تعیین شده بود، تشویق می‌کرد.
یک روز قبل از کشته شدن جوزف اسمیت جونیور در زندان کارتاژ، اسمیت به برادرش جان اسمیت، دستور داد که «به آلمون دبلیو. بابیت بگو که می‌خواهم بیاید و به عنوان وکیل در محکمه پیش‌رو به من کمک کند». چند ساعت بعد، بابیت به جان اسمیت گفت: «دیر خبر کردی، من وکیل طرف دیگر دعوی هستم».